# Blaine Luetkemeyer
William Blaine Luetkemeyer, né le 7 mai 1952 à Jefferson City (Missouri), est un homme politique américain, élu républicain du Missouri à la Chambre des représentants des États-Unis de 2009 à 2025.

## Biographie
Blaine Luetkemeyer à Jefferson City, capitale du Missouri. Il est diplômé de l'université Lincoln (en) en 1974.
Il est membre du conseil municipal de St. Elizabeth de 1978 à 1987. Il est ensuite élu à la Chambre des représentants du Missouri entre 1999 et 2005. Il se présente au poste de trésorier de l'État en 2004 mais il perd la primaire républicaine. En 2006, il devient le directeur de la commission du tourisme du Missouri.
En 2008, il est élu à la Chambre des représentants des États-Unis dans le 9e district du Missouri avec 50 % des voix, devant la démocrate Judy Baker (47,5 %). Il est depuis réélu tous les deux ans avec plus de 63 % des suffrages. À partir des élections de 2012, il représente le 3e district, après un redécoupage qui a supprimé le 9e district.
Le 4 janvier 2024, il annonce qu'il ne sera pas candidat à un nouveau mandat lors des élections de novembre 2024.